# Bešeňov
Bešeňov, ungarisch Zsitvabesenyő (ungarisch bis 1907 Besenyő) ist eine Gemeinde im Westen der Slowakei mit 1551 Einwohnern (Stand 31. Dezember 2024), die zum Okres Nové Zámky, einem Kreis des Nitriansky kraj, gehört.

## Geographie
Die Gemeinde befindet sich im Donautiefland am linken Ufer der Stará Žitava, eines Flussarmes der Žitava. Das Gemeindegebiet ist größtenteils von Au- und Schwarzböden bedeckt. Durch das Dorf verläuft die Landesstraße 511 (Bajč–Zlaté Moravce–Veľké Uherce). Das Ortszentrum liegt auf einer Höhe von 121 m n.m. und ist 13 Kilometer von Šurany sowie 15 Kilometer von Nové Zámky entfernt.
Nachbargemeinden sind Dolný Ohaj im Norden, Veľké Lovce im Osten, Branovo im Südosten, Dvory nad Žitavou im Süden, Nové Zámky im Südwesten und Bánov im Westen.

## Geschichte
Die Besiedlung des Gemeindegebietes geht in die Neusteinzeit zurück.
Die erste schriftliche Erwähnung des Dorfes stammt aus dem Jahr 1075 (als Villa Hudwordiensium Bissenorum) und ist nach den Petschenegen, einem turkvölkischen Stamm benannt. Damals gehörte der Ort zur Abtei von Hronský Beňadik, 1330 wurde ein Teil an Herrschaftsgut der Burg Ghymes gepachtet, nach der Auflösung der Abtei kam das Dorf 1565 gänzlich zum Graner Kapitel. Während der Türkenkriege war es über mehrere Jahre hinweg den Osmanen tributpflichtig. 1720 gab es im Ort 34 Steuerpflichtige, 1828 zählte man 143 Häuser und 1.005 Einwohner, die vorwiegend in Landwirtschaft und insbesondere Gemüseanbau beschäftigt waren.
Bis 1919 gehörte der im Komitat Barsch liegende Ort zum Königreich Ungarn und kam danach zur Tschechoslowakei. Auf Grund des Ersten Wiener Schiedsspruchs lag er 1938–1945 noch einmal in Ungarn.

## Bevölkerung
| Jahr                | 1994 | 2004    | 2014    | 2024    |
| ------------------- | ---- | ------- | ------- | ------- |
| Anzahl der Personen | 1813 | 1721    | 1662    | 1551    |
| Unterschied         |      | −5,07 % | −3,42 % | −6,67 % |

| Jahr                | 2023 | 2024    |
| ------------------- | ---- | ------- |
| Anzahl der Personen | 1569 | 1551    |
| Unterschied         |      | −1,14 % |

Nach der Volkszählung 2011 wohnten in Bešeňov 1695 Einwohner, davon 1205 Magyaren, 467 Slowaken, sechs Tschechen und zwei Roma; ein Einwohner war anderer Ethnie. 14 Einwohner machten keine Angabe. 1598 Einwohner bekannten sich zur römisch-katholischen Kirche, 16 Einwohner zur evangelischen Kirche A. B., 15 Einwohner zur reformierten Kirche, zwei Einwohner zur evangelistischen Kirche und jeweils ein Einwohner zur apostolischen Kirche und zum Judentum. 24 Einwohner waren konfessionslos und bei 38 Einwohnern ist die Konfession nicht ermittelt.
Ergebnisse nach der Volkszählung 2001 (1723 Einwohner):
| Nach Ethnie: - 80,09 % Magyaren - 19,56 % Slowaken - 0,23 % Tschechen | Nach Konfession: - 97,50 % römisch-katholisch - 1,22 % evangelisch - 0,58 % konfessionslos - 0,17 % keine Angabe |

## Bauwerke
- Römisch-katholische Kirche Mariä Geburt aus dem Jahr 1745, ursprünglich im Barockstil gestaltet